# Cinque Terre
De Cinque Terre in het gelijknamige Nationaal park Cinque Terre bestaat uit vijf dorpen langs de Italiaanse kust vlak bij La Spezia in Ligurië in Italië. Op volgorde van noordwest naar zuidoost zijn dat
- Monterosso al Mare
- Vernazza
- Corniglia
- Manarola
- Riomaggiore

De dorpen zijn in 1997 opgenomen in de UNESCO-werelderfgoedlijst. Het gebied is moeilijk bereikbaar met de auto langs de steile kust. Er loopt een wandelpad dat de vijf dorpen met elkaar verbindt, waarvan het deel tussen Manarola en Riomaggiore bekendstaat als de Via dell'Amore. Ook worden de dorpen met elkaar verbonden door een spoorlijn die onderdeel is van de hoofdlijn La Spezia-Genua. Vanaf het wandelpad heeft men uitzicht op zee en de met terrassenteelt bewerkte heuvels. Ook zijn er door muurtjes begrensde olijf- en citroenboomgaarden op de heuvelwanden te vinden.
Het grootste dorp is Monterosso al Mare met 1560 inwoners, gelegen aan een zandstrand. Vernazza met 1060 inwoners wordt beschouwd als het meest pittoreske van de vijf. Het dorp telt een aantal rotsstranden en heeft een kleine vissershaven ter bevoorrading van de lokale restaurants en het eigen achterland. In Corniglia bevinden zich wijnvelden en zeer oude olijfboomgaarden. Manarola is het oudste van de vijf dorpen. Het werd gesticht in de twaalfde eeuw en heeft aan de achterzijde van de haven het gebied Punto Bonfiglio met een historische begraafplaats en aanliggend park. Van daaruit is er een wandelpad naar Corniglia en Vernazza.

## Slipperverbod
Sinds 2019 is er een slipperverbod van kracht op de soms moeilijk begaanbare, smalle wandelpaden langs de kust en bergen. Aanleiding voor het besluit is het grote aantal verwondingen die toeristen oplopen door het ongeschikte schoeisel. De paden zijn moeilijk bereikbaar voor hulpdiensten, zodat er vaak een helikopter moet worden ingezet. De verwachting is dat het aantal verwondingen daalt door het verbod.

## Afbeeldingen

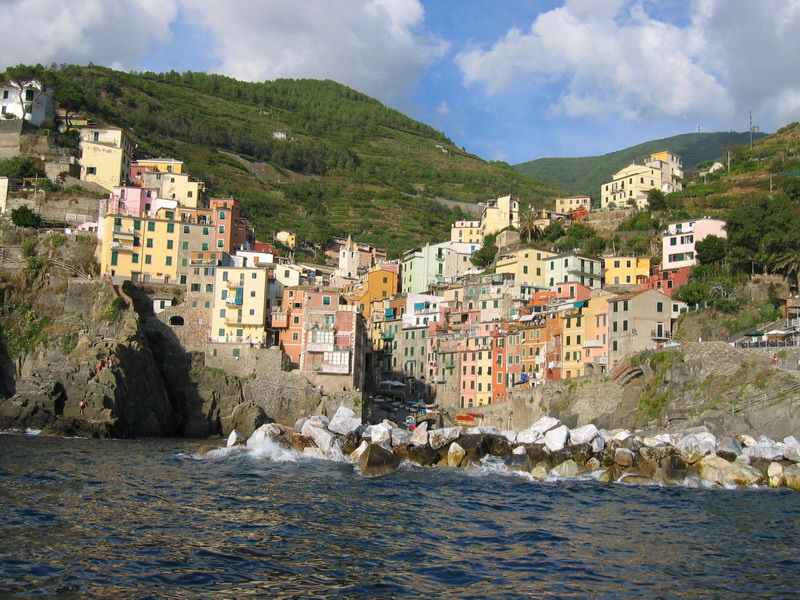
Riomaggiore
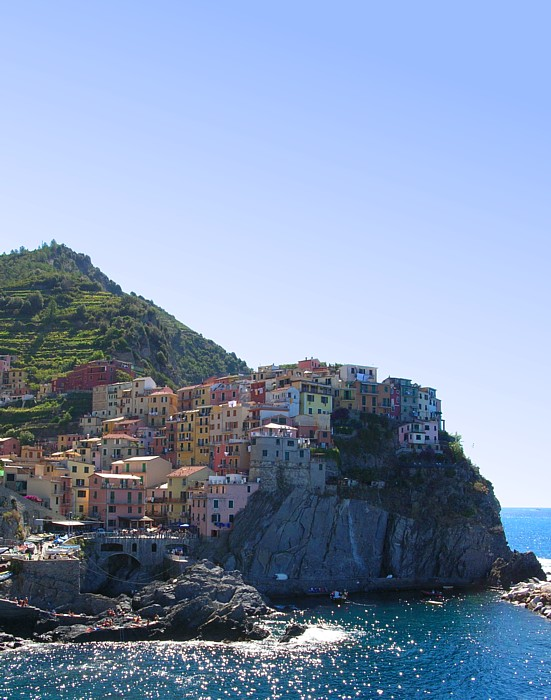
Manarola
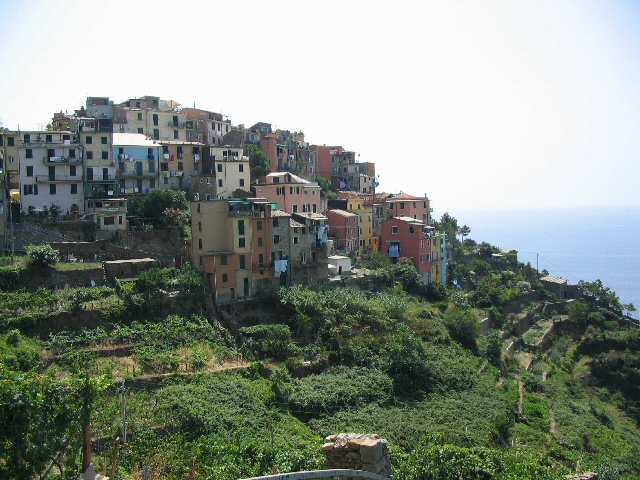
Corniglia
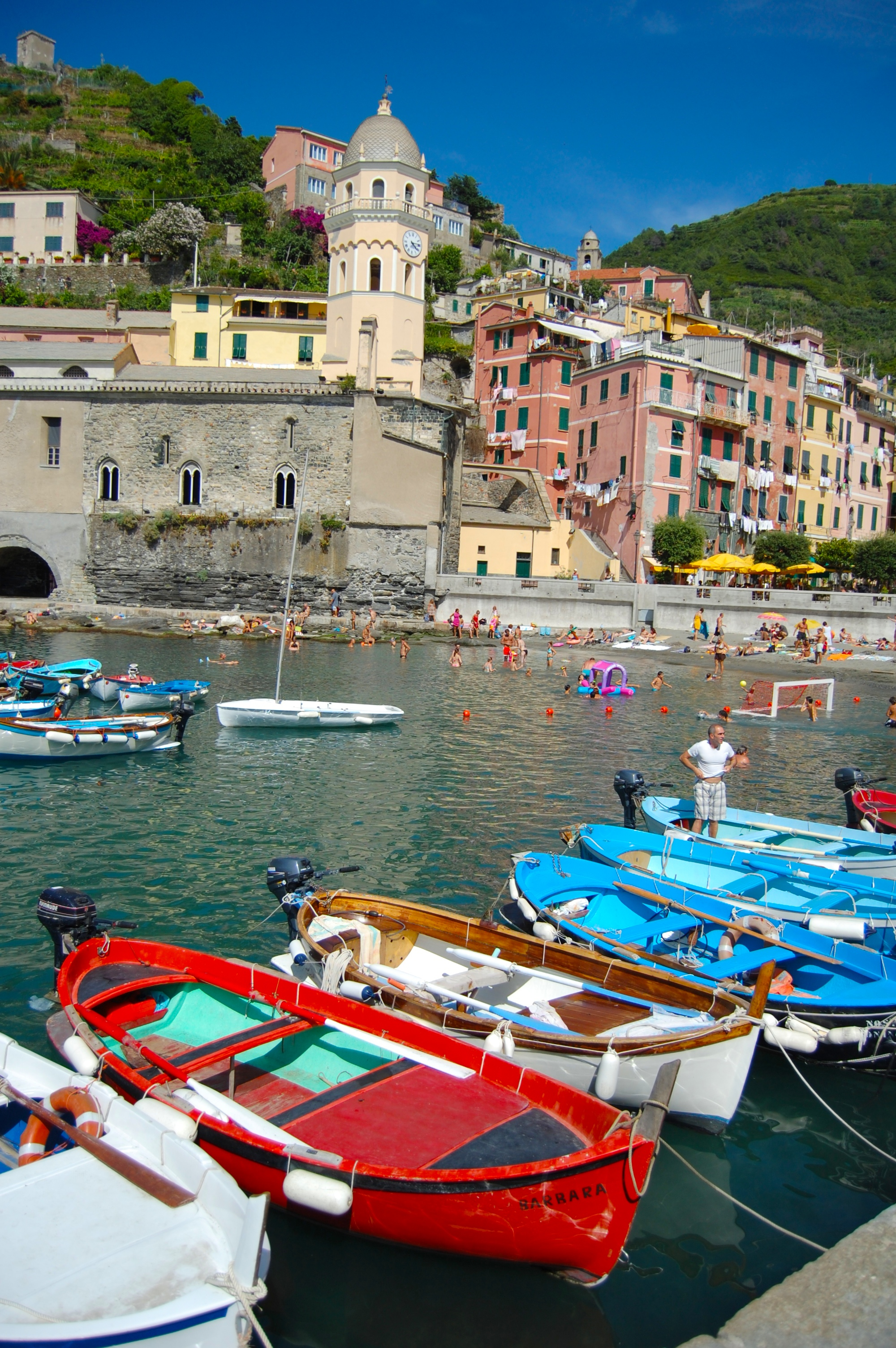
Vernazza
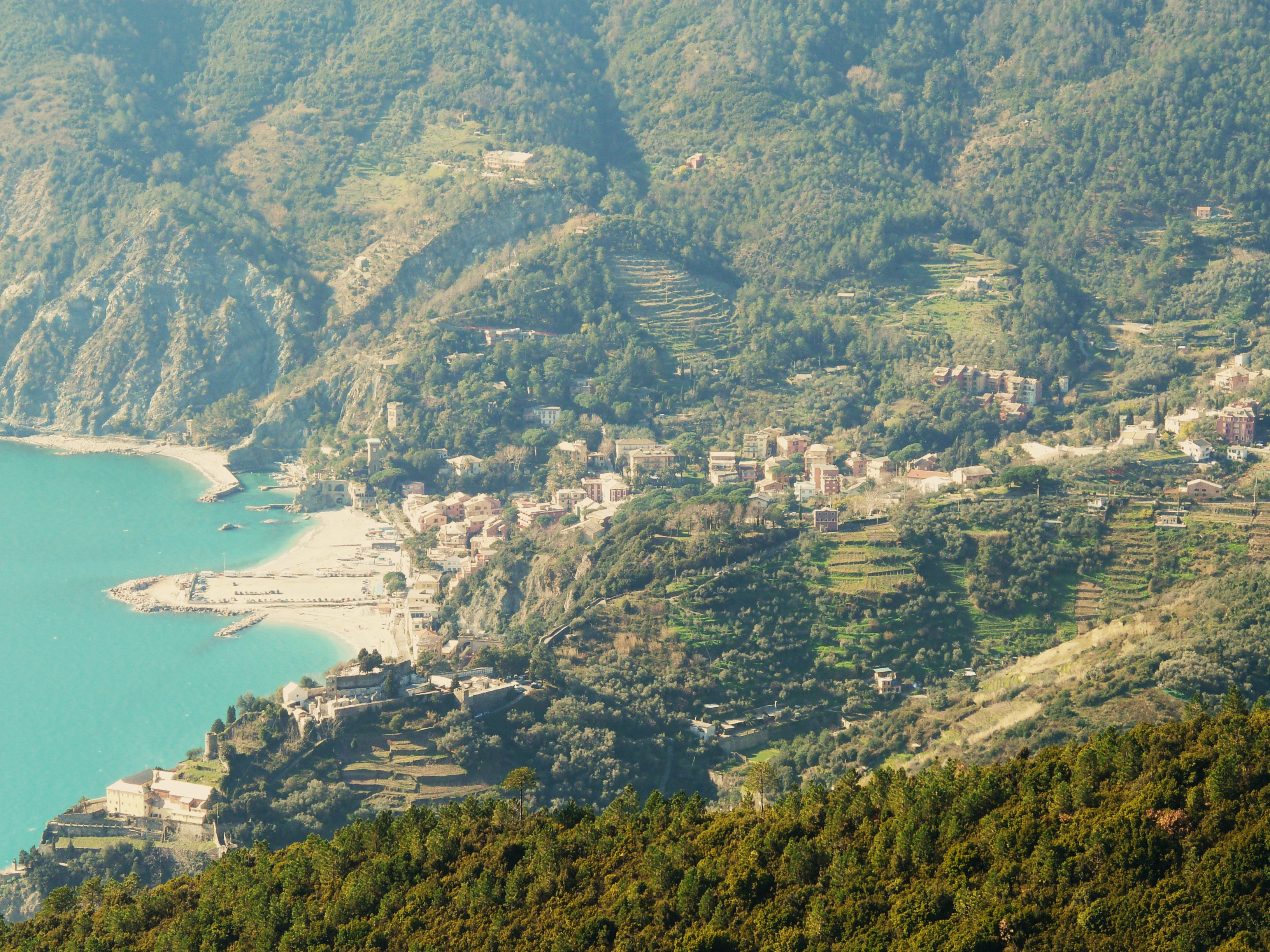
Monterosso al Mare

- Gemeinsame Normdatei: 4219199-3
- Virtual International Authority File: 248605475

Rotstekeningen van Valcamonica · Kerk en dominicanenklooster van Santa Maria delle Grazie met "Het Laatste Avondmaal" van Leonardo da Vinci · Historisch centrum van Rome, de bezittingen van de Heilige Stoel in die stad met speciale territoriale rechten en Sint-Paulus buiten de Muren · Historisch centrum van Florence · Venetië met zijn lagune · Domplein van Pisa · Historisch centrum van San Gimignano · Sassi en het park met de rotskerken van Matera · Vicenza en de Palladiaanse villa's in Veneto · Historisch centrum van Siena · Historisch centrum van Napels · Crespi d'Adda · Ferrara, stad van de renaissance in de Po-delta · Castel del Monte · Trulli van Alberobello · Vroeg-christelijke monumenten van Ravenna · Historisch centrum van Pienza · 18e-eeuws Koninklijk Paleis van Caserta met park, aquaduct van Vanvitelli en San Leuciocomplex · Residenties van het Koninklijk Huis van Savoye · Botanische tuin in Padua · Porto Venere, Cinque Terre en de eilanden Palmaria, Tino en Tinetto ·  Kathedraal, Torre Civica en Piazza Grande, Modena · Archeologisch Pompeï, Herculaneum en Torre Annunziata · Amalfitaanse kust · Archeologisch Agrigento · Villa Romana del Casale · Nuraghe Su Nuraxi bij Barumini · Nationaal park Cilento, Vallo di Diano e Alburni met archeologisch Paestum en Velia en Kartuizerklooster San Lorenzo · Historisch centrum van Urbino · Archeologische opgravingen en Patriarchale Basiliek van Aquileia · Villa Adriana, Tivoli · Eolische Eilanden · Assisi, Sint-Franciscusbasiliek en andere franciscaanse locaties · Verona · Villa d'Este, Tivoli · Laatbarokke steden in het Val di Noto (Zuidoost-Sicilië) · Heilige bergen · Monte San Giorgio · Etruskische begraafplaatsen van Cerveteri en Tarquinia · Val d'Orcia · Syracuse en de rotsnecropolis van Pantalica · Genua: Le Strade Nuove en het systeem van de Palazzi dei Rolli · Oude en voorhistorische beukenbossen van de Karpaten en andere regio's van Europa · Mantua en Sabbioneta · Rhätische Bahn in het Albula/Bernina-landschap · Dolomieten · Longobarden in Italië. Plaatsen van macht (568-774 na Christus) · Prehistorische paalwoningen in de Alpen · Etna · Villa's en tuinen van de Medici in Toscane · Wijngaardlandschap van Piëmont: Langhe-Roero en Monferrato · Arabisch-Normandisch Palermo en de kathedralen van Cefalù en Monreale · Venetiaanse verdedigingswerken van de 15e tot 17e eeuw: Stato da Terra - westelijke Stato da Mar · Ivrea, industriestad van de 20e eeuw · De prosecco-heuvels van Conegliano en Valdobbiadene · Historische kuuroorden van Europa (Montecatini Terme) · Padua's 14e-eeuwse frescocycli · De portieken van Bologna · Via Appia. Regina viarum